# Takahagi
Takahagi (高萩市, Takahagi-shi) és una ciutat del Japó dins la prefectura d'Ibaraki. Es va fundar el 23 de novembre de l'any 1954. El 2011, tenia 30.367 habitants. ocupa una superfície de 193,65 km². La flor símbol de la ciutat és la Lespedeza.